# Шемякино (Брянская область)
Шемякино (первоначально — Шемякина Гута) — деревня в Брасовском районе Брянской области, в составе Крупецкого сельского поселения. 
 Расположена в 8 км к северу от деревни Крупец, в 7 км к востоку от станции Кокоревка. Население — 7 человек (2010).
Почтовый индекс: 242314. Почтовое отделение находится в соседней деревне Холмечь.
Улицы: Лесная.

## История
Впервые упоминается во второй половине XVIII века, в составе Брасовского стана Севского уезда Орловской губернии; в 1778—1782 гг. временно входила в Луганский уезд. Бывшее владение Апраксиных. Состояла в приходе села Крапивны.
С 1861 года входила в состав Крупецкой волости Севского уезда, с 1924 — в Брасовской волости. Было развито кустарное производство деревянных изделий (бочки, телеги и прочее). 
 С 1929 года в Брасовском районе; до 1962 года являлась центром Шемякинского сельсовета.
| Годы      | 1866 | 1878 | 1894 | 1926 | 1979 | 1989 | 2002 | 2010 |
| --------- | ---- | ---- | ---- | ---- | ---- | ---- | ---- | ---- |
| Население | 253  | 349  | 484  | 739  | 135  | 64   | 23   | 7    |